# إرنست إي. مور
إرنست إي. مور (بالإنجليزية: Ernest E. Moore) هو قاضي ومحامي وسياسي أمريكي، ولد في 10 فبراير 1881، وتوفي في 16 مايو 1962 بقرية لودلو في الولايات المتحدة. حزبياً، نشط في الحزب الجمهوري. وقد انتخب عضو مجلس نواب فيرمونت.